# Bernstadt auf dem Eigen
Bernstadt auf dem Eigen é uma cidade da Alemanha localizada no distrito de Görlitz, região administrativa de Dresden, estado da Saxônia.
Pertence ao Verwaltungsgemeinschaft de Bernstadt/Schönau-Berzdorf.